# Miki, Kagawa

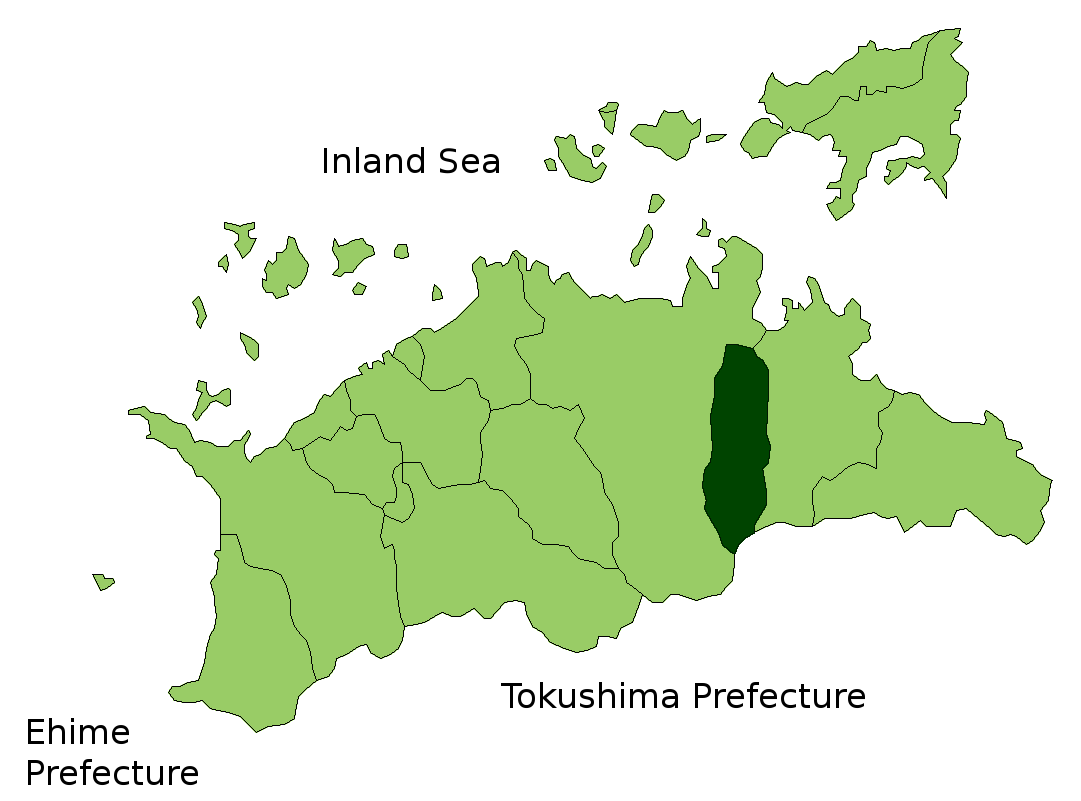

Miki (三木町 Miki-chō?) este un oraș în Japonia, în districtul Higashiokitama al prefecturii Kagawa.